# Hiroshi Nakano
Hiroshi Nakano, född 1 december 1987, är en japansk roddare.
Nakano tävlade för Japan vid olympiska sommarspelen 2016 i Rio de Janeiro, där han tillsammans med Hideki Omoto slutade på 15:e plats i lättvikts-dubbelsculler.